# Big River (Missouri)
Pour les articles homonymes, voir Big River.
Le Big River est un affluent de la rivière Meramec et donc sous-affluent du fleuve le Mississippi. 

## Géographie
Il prend sa source à 400 mètres d'altitude dans le comté d'Iron et traverse les comtés de Washington, de Saint-François et de Jefferson avant d'atteindre la confluence avec le Meramec à une altitude de 120 mètres. Sa longueur est d'environ 233 km et son bassin versant de 2 470 km2.
Park Hills et Bonne Terre sont les principales localités sur son cours..
Comme la plupart des cours d'eau des Monts Ozark, la rivière Big effectue de nombreux méandres dans un canyon encaissé (la distance à vol d'oiseau entre la source et la confluence ne fait que 90 km).